# プリーモ・レーヴィ
プリーモ・レーヴィ（Primo Levi、1919年7月31日 - 1987年4月11日）は、イタリアの化学者・作家。
アウシュヴィッツ強制収容所からの生還者であり、この体験を記した『これが人間か』で世界的に知られる。

## 略歴
トリノのユダヤ人家庭に生まれる。1937年からトリノ大学で化学を学ぶ。
第二次世界大戦中、ナチスによるトリノ占領に対してレジスタンス活動を行う。1943年12月13日、スイスとの国境沿いの山中アオスタ渓谷で捕らえられた。ユダヤ人であることを認めたところその場で殺されず、1944年2月22日にアウシュヴィッツに収容される。1945年1月27日にアウシュヴィッツ解放、イタリアへ帰還した。
アウシュヴィッツでは強制労働を主目的とする第三強制収容所モノヴィッツに建設されたイーゲー・ファルベン社の合成ゴム製造工場「ブナ」に化学技術者として配属され、このことがレーヴィの生還に寄与した。
戦後は化学者・技師として働きながら、1947年の『これが人間か』以降、『休戦』、「灰色の領域」という概念について論じた『溺れるものと救われるもの』などでアウシュヴィッツの体験をテーマとして描く一方、いくつかの幻想小説も発表。とくに『これが人間か』は『アンネの日記』『夜と霧』と並んでアウシュヴィッツの古典記録文学という評価を得ている。
1979年、『星型レンチ』（La chiave a stella）でストレーガ賞を受賞、名実ともにイタリア文学を代表する作家となる。
イスラエルのパレスチナ占領政策に反対を表明、とくに1982年6月のイスラエルのレバノン侵攻ではイスラエル軍が現地民兵のパレスチナ難民虐殺を放置したことに抗議する等、ユダヤ人社会で物議を醸す言動をすることもあった。また、ナチスによる絶滅収容所政策を「ホロコースト」と呼称することに反対した。
1987年、自宅アパートの階段から転落して死亡（自殺とする説もあるが、遺書などの確たる証拠はない）。墓碑には、名前と生没年の他にアウシュヴィッツでの彼の囚人番号「174517」が刻まれている。

## 作品
邦訳されていない作品の日本語題名は下記に拠る
- 1947年 『これが人間か』（Se questo è un uomo）:竹山博英訳、朝日新聞社、2017年、ISBN 978-4-02-263065-0

　旧邦題は『アウシュヴィッツは終わらない—あるイタリア人生存者の考察』
- 1963年 『休戦』（La tregua): 竹山博英訳、岩波文庫、2010年、ISBN 978-4-00-327171-1 （邦題）「遙かなる帰郷」で映画化
- 1966年 『天使の蝶』(Storie naturali) : 関口英子訳、光文社古典新訳文庫、2008年、ISBN 978-4-334-75166-1
- 1971年 『形の欠陥』(Vizio di forma)
- 1975年 『周期律』（Il sistema periodico)：竹山博英訳 、工作舎、 1992年、 ISBN 978-4-87502-487-3
- 1975年 『ブレーメンの居酒屋』(L'osteria di Brema)
- 1978年 『星型レンチ』(La chiave a stella)
- 1981年 『ルーツの探求』(La ricerca delle radici)
- 1981年 『リリス　アウシュビッツで見た幻想』(Lilit e altri racconti):竹山博英訳、晃洋書房、2016年、ISBN 978-4-7710-2672-8
- 1982年 『今でなければいつ』（Se non ora, quando?）:竹山博英訳、朝日新聞社、1992年、ISBN 978-4022564733
- 1984年 『プリーモ・レーヴィ全詩集—予期せぬ時に』(Ad ora incerta) :竹山博英訳、岩波書店、2019年、ISBN 978-4000613538
- 1985年 『他人の仕事』(L'altrui mestiere)
- 1986年 『溺れるものと救われるもの』（I sommersi e i salvati）:竹山博英訳、朝日新聞社、2000年、ISBN 978-4-02-263022-3
- 1997年 『プリーモ・レーヴィは語る』(Conversazioni e intervisite):マルコ・ベルポリーティ編、多木陽介訳、青土社、2002年、ISBN 4-7917-5950-8

等。

## 映画
- 『遙かなる帰郷』 （1997 イタリア、フランス、ドイツ、スイス）：1987年、この映画の企画が持ち上がった事が、レーヴィの自殺の一因ともなった、と言われる（映画の概要リンク切れ）。

監督：フランチェスコ・ロージ 原作：プリーモ・レーヴィ
出演：ジョン・タトゥーロ、ラデ・シェルベッジア

## 受賞歴
- 1963年 カンピエッロ賞
- 1979年 ストレーガ賞
- 1982年 ヴィアレッジョ賞